# Скајлајн Ејкерс (Охајо)
Скајлајн Ејкерс (енгл. Skyline Acres) насељено је место без административног статуса у америчкој савезној држави Охајо.

## Демографија
По попису из 2010. године број становника је 1.717.
| Група             | 2000.    | 2010.         |
| Белци             | 0 (0,0%) | 260 (15,1%)   |
| Афроамериканци    | 0 (0,0%) | 1.400 (81,5%) |
| Азијати           | 0 (0,0%) | 5 (0,3%)      |
| Хиспаноамериканци | 0 (0,0%) | 7 (0,4%)      |
| Укупно            | 0        | 1.717         |